# Sumpf-Salbei
Der Sumpf-Salbei (Salvia uliginosa), auch Pfeffer-Salbei, Moor-Salbei und Hummelschaukel genannt, ist eine Pflanzenart aus der Gattung Salbei (Salvia) in der Familie der Lippenblütler (Lamiaceae). Er ist in den Bergregionen Brasiliens, Uruguays und Argentiniens beheimatet und wird selten als Zierpflanze in Gärten verwendet.

## Beschreibung

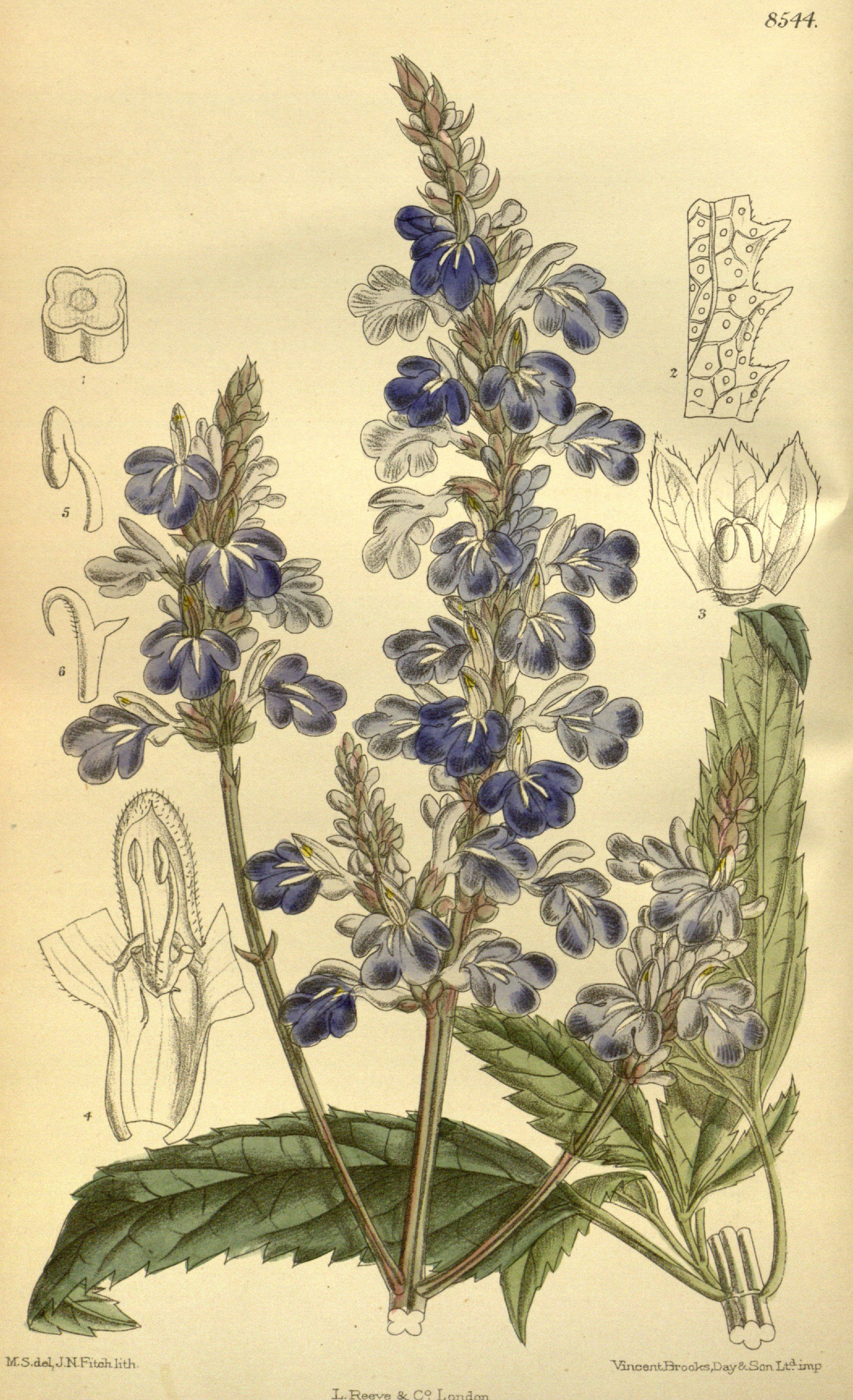
Illustration aus Curtis's Botanical Magazine, London., Volume 140 (= Series 4, Volume 109), 1914, Tafel 8544

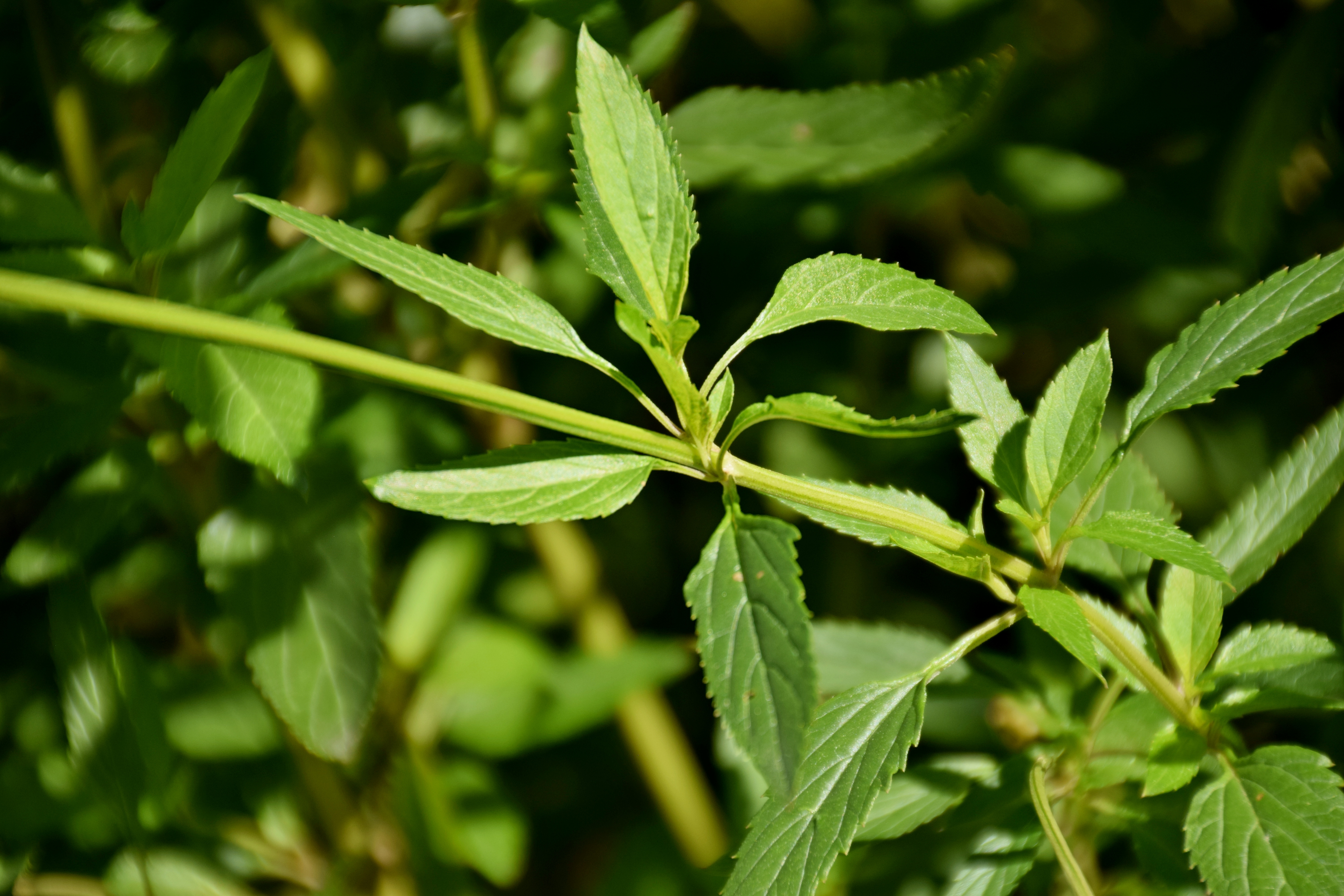
Stängel mit Laubblättern

### Vegetative Merkmale
Der Sumpf-Salbei ist eine ausdauernde krautige Pflanze und erreicht Wuchshöhen von 90 bis 180 Zentimetern. Er bildet durch flache, fleischige Rhizome schnell breite Horste. Die aufrechten, vierkantigen Stängel sind schlank, verzweigt und biegsam. Die oberirdischen Pflanzenteile sind leicht klebrig drüsig.
Die gegenständig an den Stängeln angeordneten Laubblätter sind in Blattstiel und Blattspreite gegliedert. Die einfache Blattspreite ist bei einer Länge von bis zu 10 Zentimetern schmal-lanzettlich, leicht gesägt bis gezähnt. Die Blattoberseite ist glatt und die -unterseite leicht behaart. Die Laubblätter ähneln denen der Grünen Minze und duften beim Zerreiben (zufälligerweise) auch nach Minze.

### Generative Merkmale
Der endständige, aufrechte, mit einer Länge von bis 12 Zentimetern relativ kleine, traubige Blütenstand besitzt Scheinquirle, die jeweils bis zu 20 Blüten enthalten. Der Blütenstiel ist relativ kurz.
Die zwittrige Blüte ist zygomorph und fünfzählig mit doppelter Blütenhülle. Die fünf grünen Kelchblätter sind röhren- bis glockenförmig verwachsen. Die Blütenkrone ist etwa 2 Zentimeter lang. Die etwa 8 Millimeter lange, bauchige, weiße Blütenröhre endet mit zwei hellblauen Kronlippen, der etwa 5 Millimeter langen, gewölbten oberen Kronlippe und der bis 12 Millimeter langen, dreilappigen unteren Kronlippe mit weißen Streifen (Saftmalen) in der Mitte. Die Staubblätter überragen die Blütenkrone nicht. Der Griffel ragt aus der Blütenkrone heraus.
Die braunen Klausen sind bei einer Länge von 1,8 bis 2 Millimetern ellipsoid und dreikantig.

### Chromosomensatz
Die Chromosomengrundzahl beträgt x = 13; es liegt meist Tetraploidie mit einer Chromosomenzahl von 52 vor.

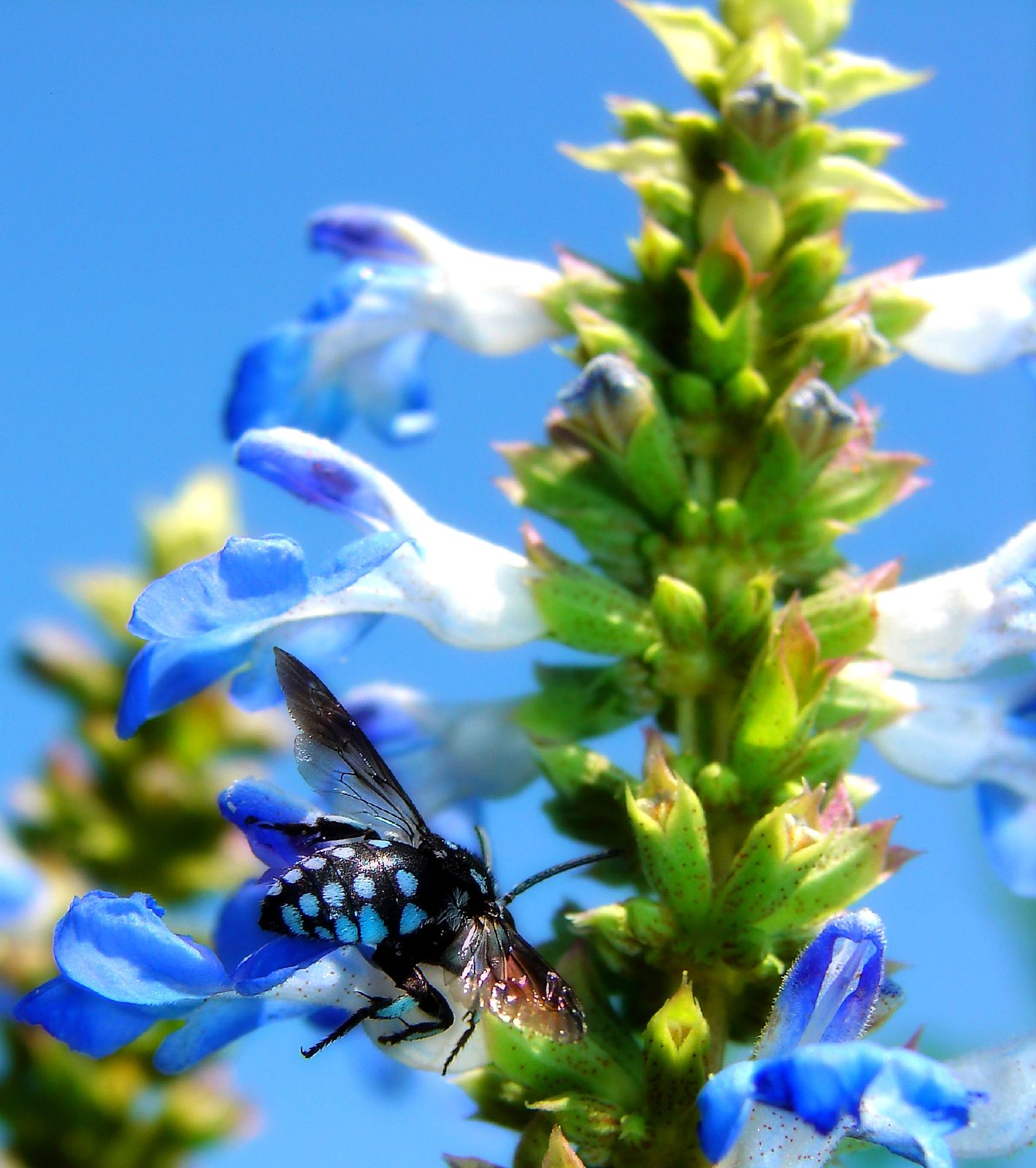
Blütenstand mit einer Fleckenbiene

## Ökologie
Der Sumpf-Salbei gehört zu den melittophilen Pflanzen: Bienen bestäuben die Blüten, d. h. berühren die Pollensäcke und Narben, während sie aus den Blüten Nektar trinken und Pollen sammeln. Weiße Flecken und Streifen (Saftmale) auf der unteren Kronlippe weisen den Bestäubern den Weg. Die späte Blütezeit ist besonders für Hummeln attraktiv, die den ganzen Blütenstand leicht zum Schwingen bringen. Auch viele Schmetterlingsarten besuchen die Blüten.

## Vorkommen
Salvia uliginosa ist von Uruguay über das südliche sowie südöstliche Brasilien bis ins nördliche Argentinien verbreitet. Der Sumpf-Salbei besiedelt feuchtes Grasland, feuchte Ufer von Wasserläufen und die Ränder von Sümpfen. Salvia uliginosa gilt auf der Nordinsel Neuseelands als Neophyt.

## Systematik
Die Erstbeschreibung von Salvia uliginosa Benth. erfolgte 1833 durch den britischen Botaniker George Bentham in Labiatarum genera et species, S. 251. Der artspezifische Namensteil uliginosa bedeutet „feucht, morastig, sumpfig“ und bezieht sich hier auf den natürlichen Standort von Salvia uliginosa in Feucht- und Nasswiesen.
Salvia uliginosa wird der Salvia-Untergattung Calosphace zugeordnet. Diese besteht aus fast 500 in Amerika beheimateten Arten, mit Zentren der Artenvielfalt in Mexiko, in der Andenregion, im Süden Brasiliens und in Argentinien. Synonyme sind Salvia uliginosa var. rufescens Benth. (1848) und Salvia lanceolata Larrañaga (1923).

## Verwendung
Die relativ lange Blütezeit reicht im gemäßigten Klima Europas von Ende August bis in den November hinein. Der Sumpf-Salbei eignet sich gut als Zierpflanze für sonnige bis halbschattige Freiflächen und Beete. Da er schnell wächst, kann er auch wie eine einjährige Pflanze in Sommerrabatten oder großen Kübeln gehalten werden. Der Sumpf-Salbei gedeiht am besten in durchlässigen, frischen bis feuchten Böden an warmen, sonnigen bis halbschattigen Standorten, kommt aber auch mit zeitweilig mäßig trockenen Böden gut zurecht. Der Sumpf-Salbei ist ansonsten anspruchslos und wurde auch aufgrund seiner langen, späten Blütenzeit mit dem Award of Garden Merit ausgezeichnet. Der Sumpf-Salbei ist winterhart bis −12 °C (Zone 8) oder noch darunter, verträgt aber im Winter keine Staunässe und ist empfindlich gegen Spätfröste.
In nährstoffreichen, feuchten Böden kann der Sumpf-Salbei stark wuchern. Er bildet schnell ein Dickicht aus hohen, schlanken Stängeln, die leicht vom Wind oder größeren Insekten bewegt werden (daher der Trivialname Hummelschaukel). Der Sumpf-Salbei passt gut zu Wasserdost und Patagonischem Eisenkraut in die Bepflanzung von Teichufern, in große, nicht allzu geordnete Staudenrabatten zu kräftig wachsenden „Hochstauden“ wie Rudbeckien-Sorten, hohen Reitgräsern, Sonnenblumen, Herbst-Anemonen oder zu anderen großen Salbeiarten wie Salvia guaranitica. Der Sumpf-Salbei eignet sich auch gut als Schnittblume.
Die Blüten haben ein pfeffriges Aroma und können zum Dekorieren und Würzen von Speisen verwendet werden. Der blaue Blütenfarbstoff ist ein komplexes Metalloanthocyanin, das aus mehreren glykosilierten Molekülen Delphinidin und Apigenin und zwei Magnesium-Ionen besteht. Der Farbstoff ist dem des Mexikanischen Salbeis sehr ähnlich und ist möglicherweise zum Färben von Lebensmitteln geeignet.